# Порт-Хоп (тауншип, Миннесота)
Порт-Хоп (англ. Port Hope) — тауншип в округе Белтрами, Миннесота, США. На 2000 год его население составило 590 человек.

## География
По данным Бюро переписи населения США площадь тауншипа составляет 84,2 км², из которых 73,6 км² занимает суша, а 10,5 км² — вода (12,52 %).

## Демография
По данным переписи населения 2000 года здесь находились 590 человек, 217 домохозяйств и 164 семьи. Плотность населения — 8,0 чел./км². На территории тауншипа расположено 268 построек со средней плотностью 3,6 построек на один квадратный километр. Расовый состав населения: 93,90 % белых, 0,17 % афроамериканцев, 2,71 % коренных американцев, 0,17 % азиатов и 3,05 % приходится на две или более других рас.
Из 217 домохозяйств в 37,8 % воспитывались дети до 18 лет, в 66,8 % проживали супружеские пары, в 5,5 % проживали незамужние женщины и в 24,0 % домохозяйств проживали несемейные люди. 18,4 % домохозяйств состояли из одного человека, при том 5,1 % из — одиноких пожилых людей старше 65 лет. Средний размер домохозяйства — 2,67, а семьи — 3,07 человека.
28,1 % населения — младше 18 лет, 7,5 % — в возрасте от 18 до 24 лет, 29,3 % — от 25 до 44, 27,1 % — от 45 до 64, и 8,0 % — старше 65 лет. Средний возраст — 38 лет. На каждые 100 женщин приходилось 126,9 мужчин. На каждые 100 женщин старше 18 приходилось 117,4 мужчин.
Средний годовой доход домохозяйства составлял 41 154 доллара, а средний годовой доход семьи — 44 464 доллара. Средний доход мужчин — 35 341 доллар, в то время как у женщин — 22 750. Доход на душу населения составил 18 960 долларов. За чертой бедности находились 6,0 % семей и 9,2 % всего населения тауншипа, из которых 7,4 % младше 18 и 4,4 % старше 65 лет.